# Японская школьная форма

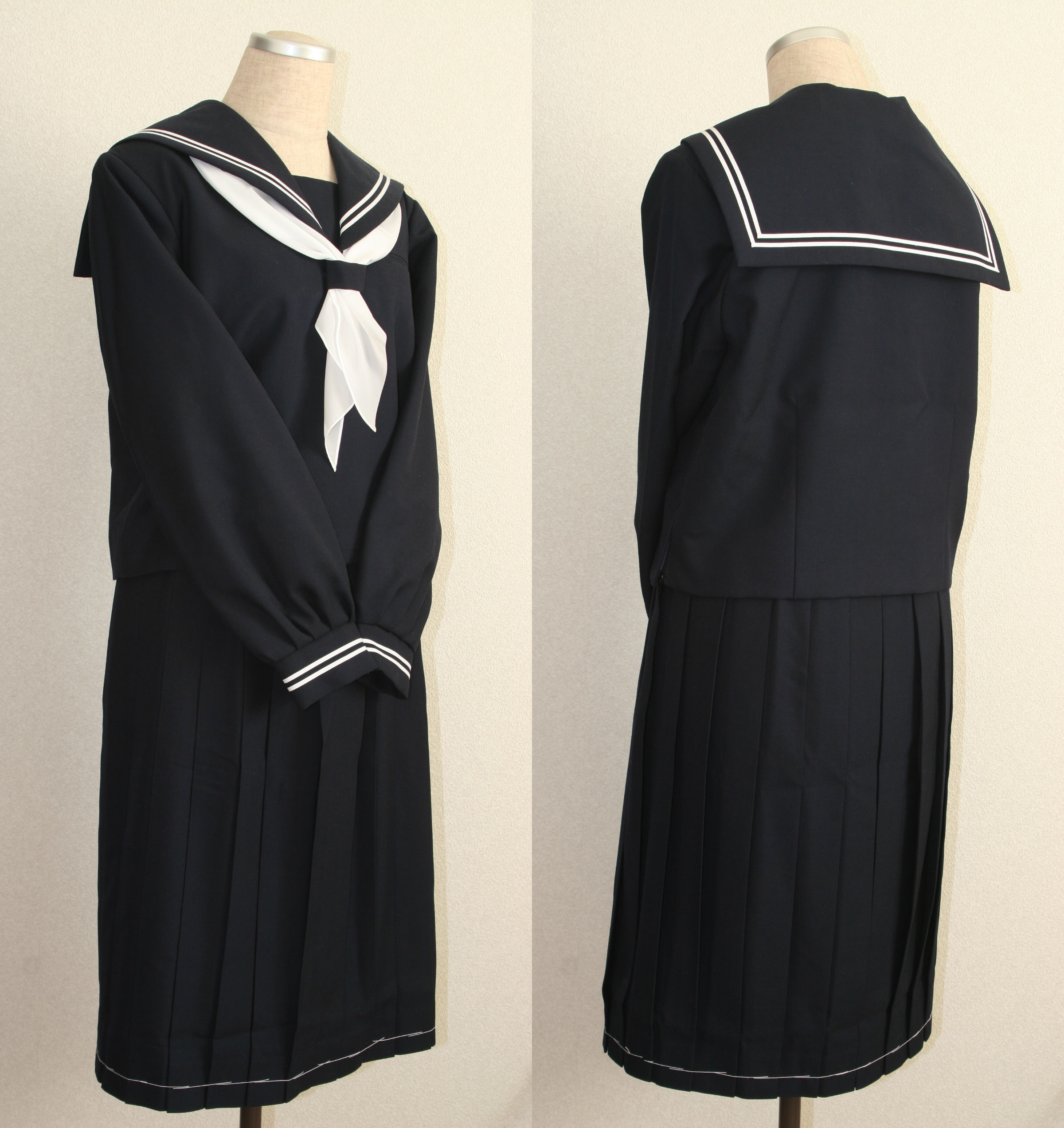
Зимняя матроска на манекене. Примечательно наличие длинных рукавов

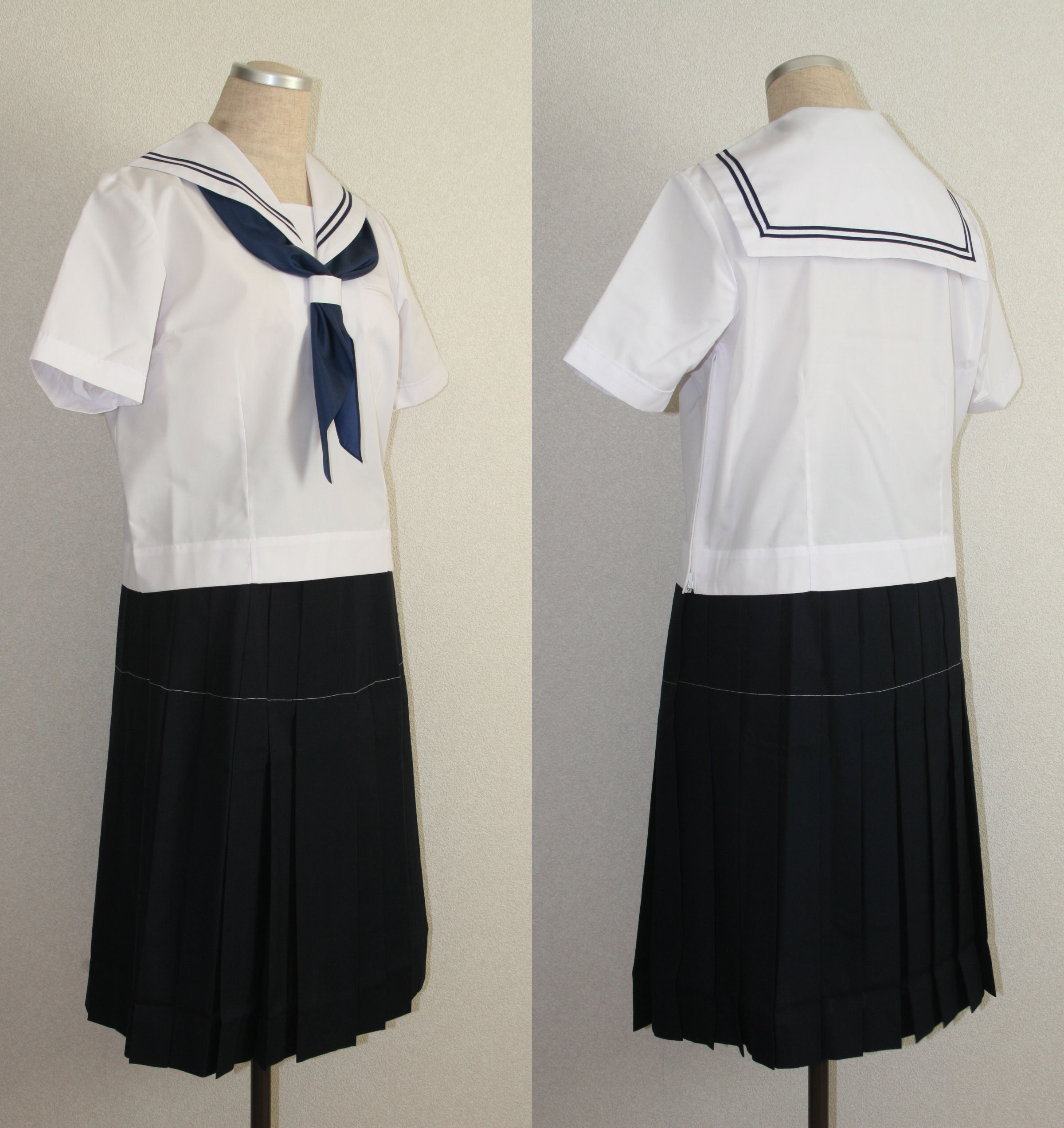
Летняя матроска

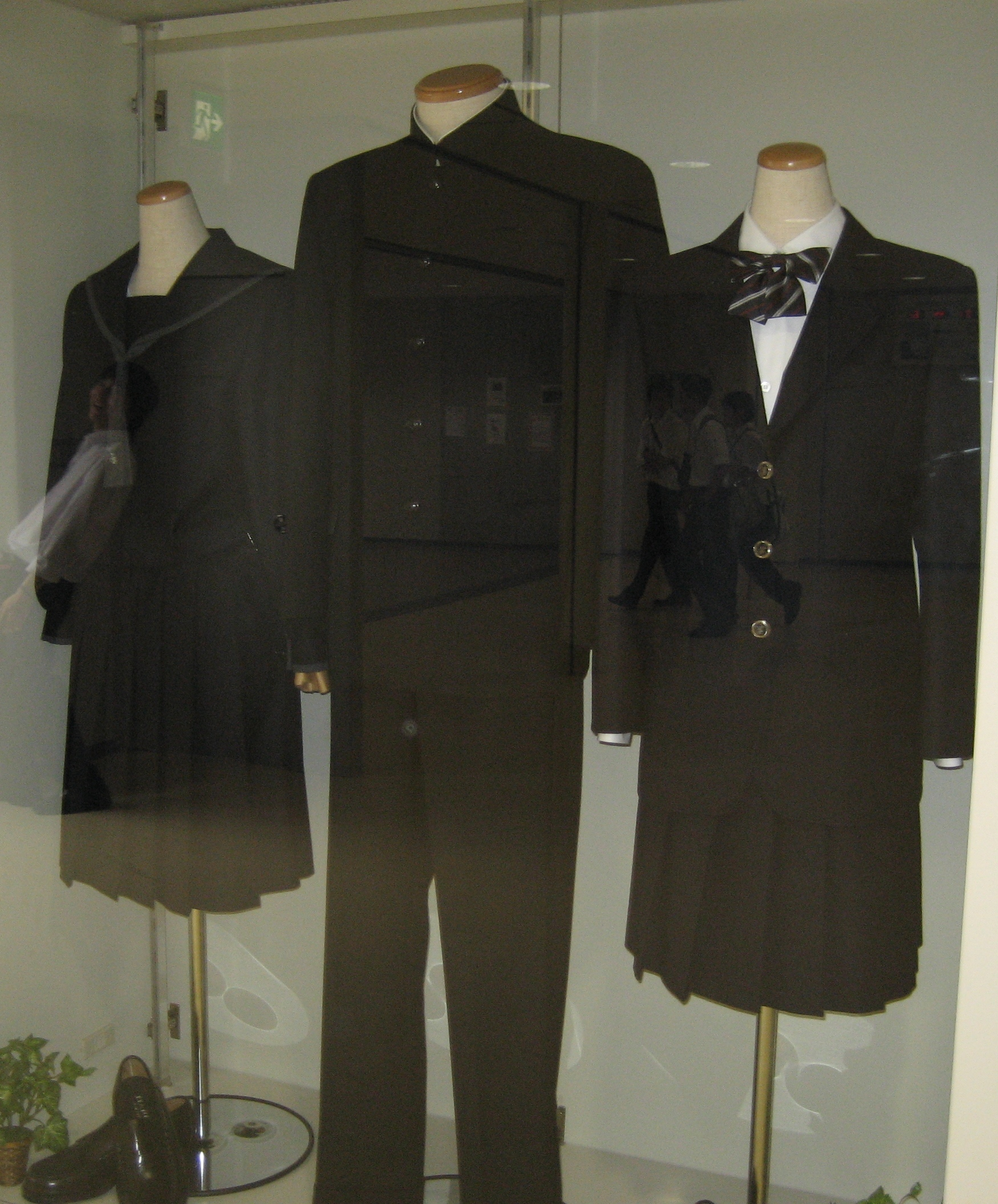
Манекен посредине одет в гакуран, музей школы Ichikawa Gakuen.

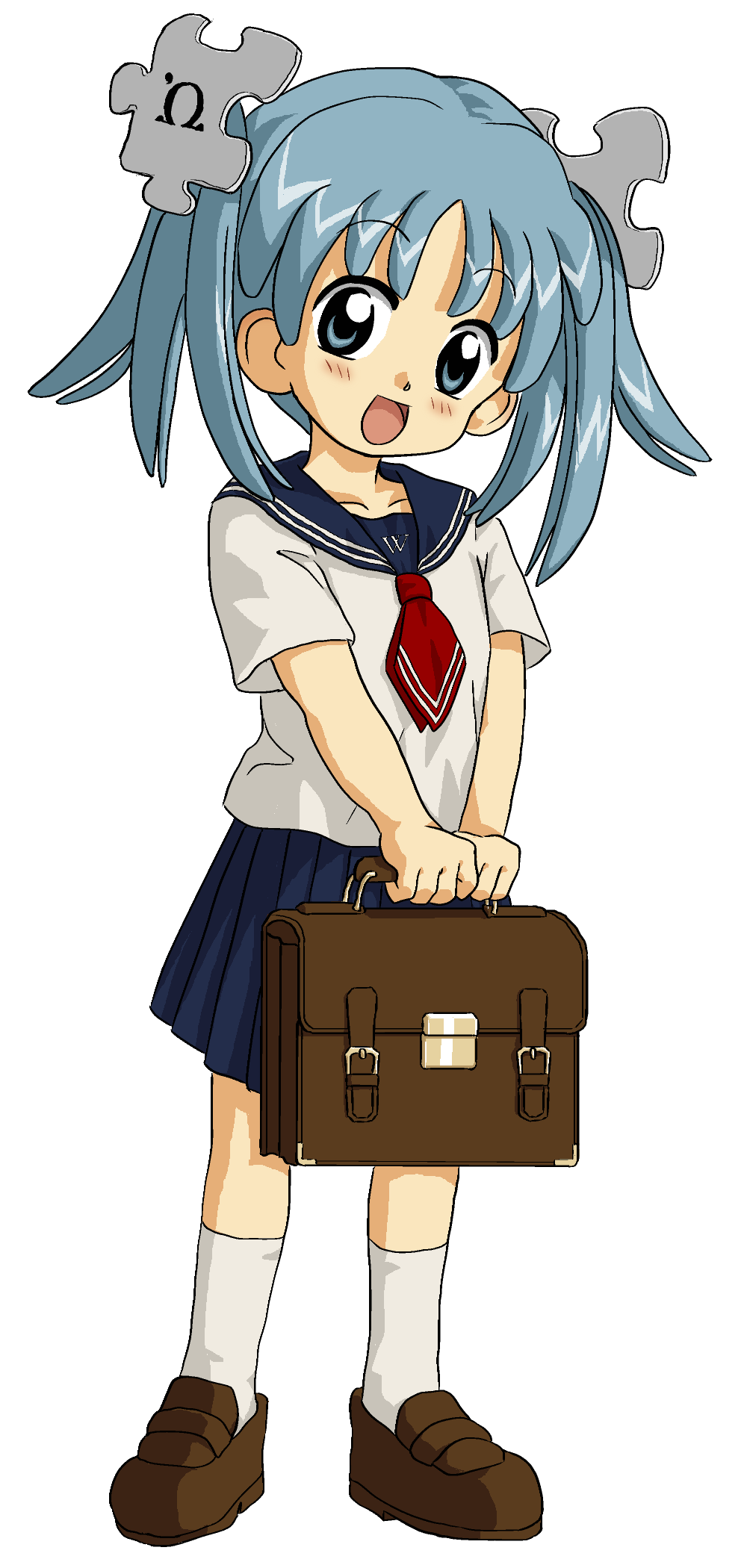
Википе-тан в типичной сэра фуку

В Японии школьная форма появилась в конце XIX века. В нынешнее время школьная форма есть в большинстве частных и государственных школ. Японское слово для обозначения любой униформы — сэйфуку (яп. 制服), для обозначения школьной формы — гакко сэйфуку (яп. 学校制服 гакко: сэйфуку).

## Форма
В начальных школах форма чаще всего не обязательна. Там же, где она есть, мальчики обычно носят белые рубашки, короткие белые, тёмно-синие или чёрные шорты и фуражки. У девочек школьный костюм может состоять из длинной серой юбки и белой блузки. Форма одежды может меняться в зависимости от сезона. Распространены яркие головные уборы — как среди мальчиков, так и среди девочек.
Униформа в средней и старшей школе традиционно состоит из формы в военном стиле для юношей и матросок у девушек. Эта форма основана на военной одежде периода Мэйдзи, смоделированной на основе европейской морской формы. В то же время многие школы переходят на школьную форму, схожую с западной, носимой в приходских школах. Она включает в себя белую рубашку, галстук, свитер с гербом школы и штаны у юношей и белые блузки, галстуки, свитеры с гербом школы и клетчатые шерстяные юбки у девушек.

## Гакуран
Гакуран (яп. 学らん) или цумэ-эри (яп. 詰め襟) — мужская униформа во многих средних и старших школах Японии. Обычно гакуран чёрного цвета, но в некоторых школах может быть тёмно-синего или коричневого цветов.
Гакуран происходит от вида прусской военной формы. Слово является комбинацией иероглифов гаку (学), означающего «учиться» или «ученик», и ран (らん или 蘭), означающего Голландия или, исторически в Японии, вообще весь Запад; таким образом, гакуран переводится как «Западный ученик». Такую же форму носят школьники в Южной Корее и носили в Китае до 1949 года.

## Матроска
Матроска (яп. セーラー服 сэ:ра: фуку) — распространённый вид формы, носимой девушками в средней и старшей школе и, иногда, в начальной. Впервые она была представлена в качестве школьной формы ректором Фукуокского Женского Института (яп. 福岡女学院) Элизабет Ли. Она была создана на основе формы британского Королевского флота того времени, когда Ли училась по обмену в Великобритании.
В отличие от гакурана, у матроски существует множество различных вариаций внешнего вида. Обычно форма состоит из блузки с матросским воротником и плиссированной юбки. В зависимости от сезона детали костюма могут изменяться: разная длина рукавов и материал. Спереди иногда завязывается лента, протянутая сквозь петлю на блузке. Взамен ленты могут использоваться галстук, бант или шейный платок. Наиболее распространёнными цветами для формы являются: тёмно-синий, белый, серый, светло-зелёный и чёрный.
Обувь, носки и другие аксессуары иногда тоже являются частью формы. Носки обычно тёмно-синие, белые или чёрные. Туфли — коричневые или чёрные.

## Культурное значение
Некоторые школы довольно известны из-за своих форм. Часто форма ассоциируется с беззаботной юностью.
Матроска играет большую роль в культуре отаку. Существует множество аниме, манги и додзинси с персонажами, носящими школьную форму, например, «Сейлор Мун».

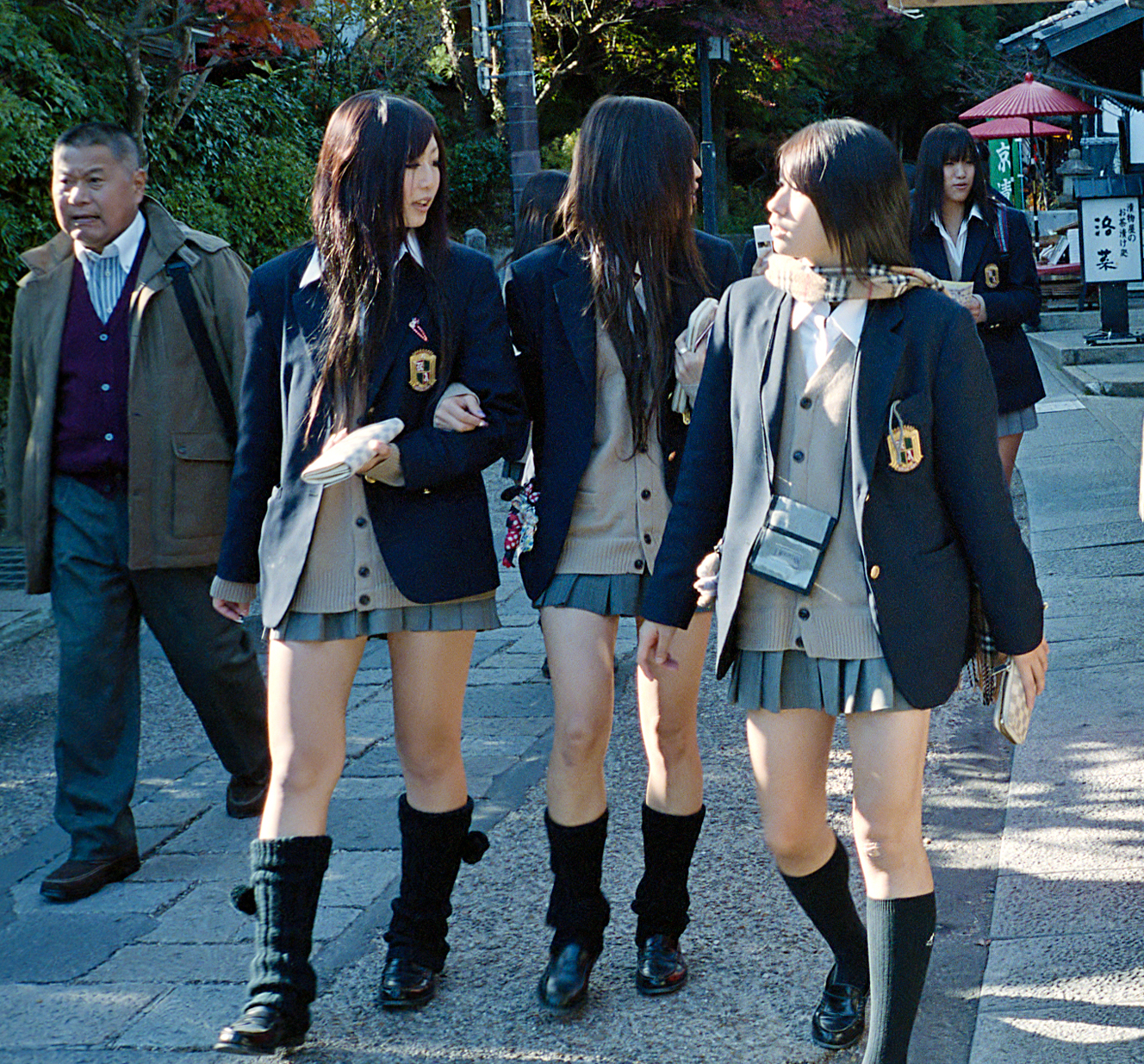
Когяру, 2011.
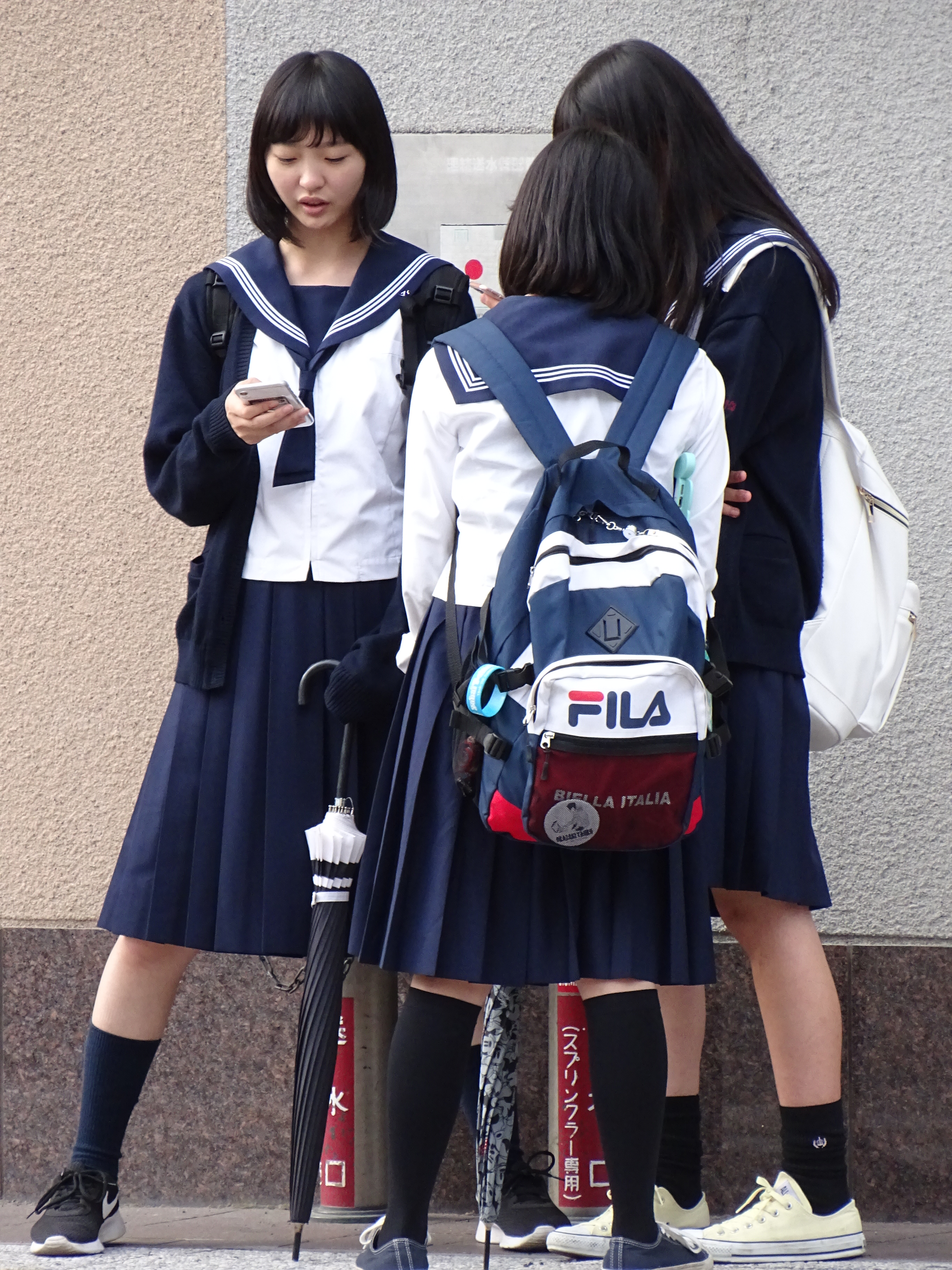
Школьницы в городе Асахикава, Хоккайдо, 2019.
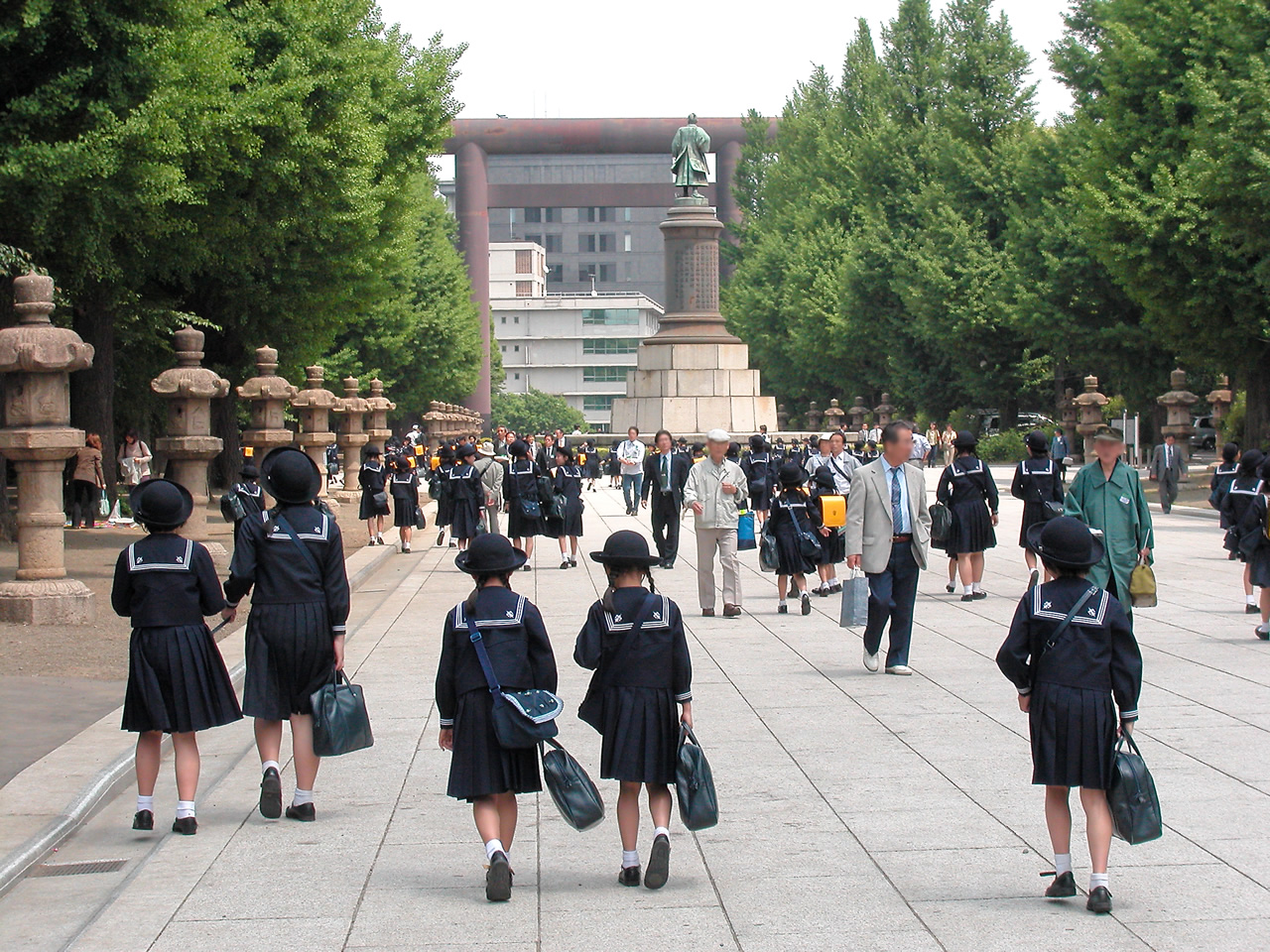
Японские школьницы в Ясукуни
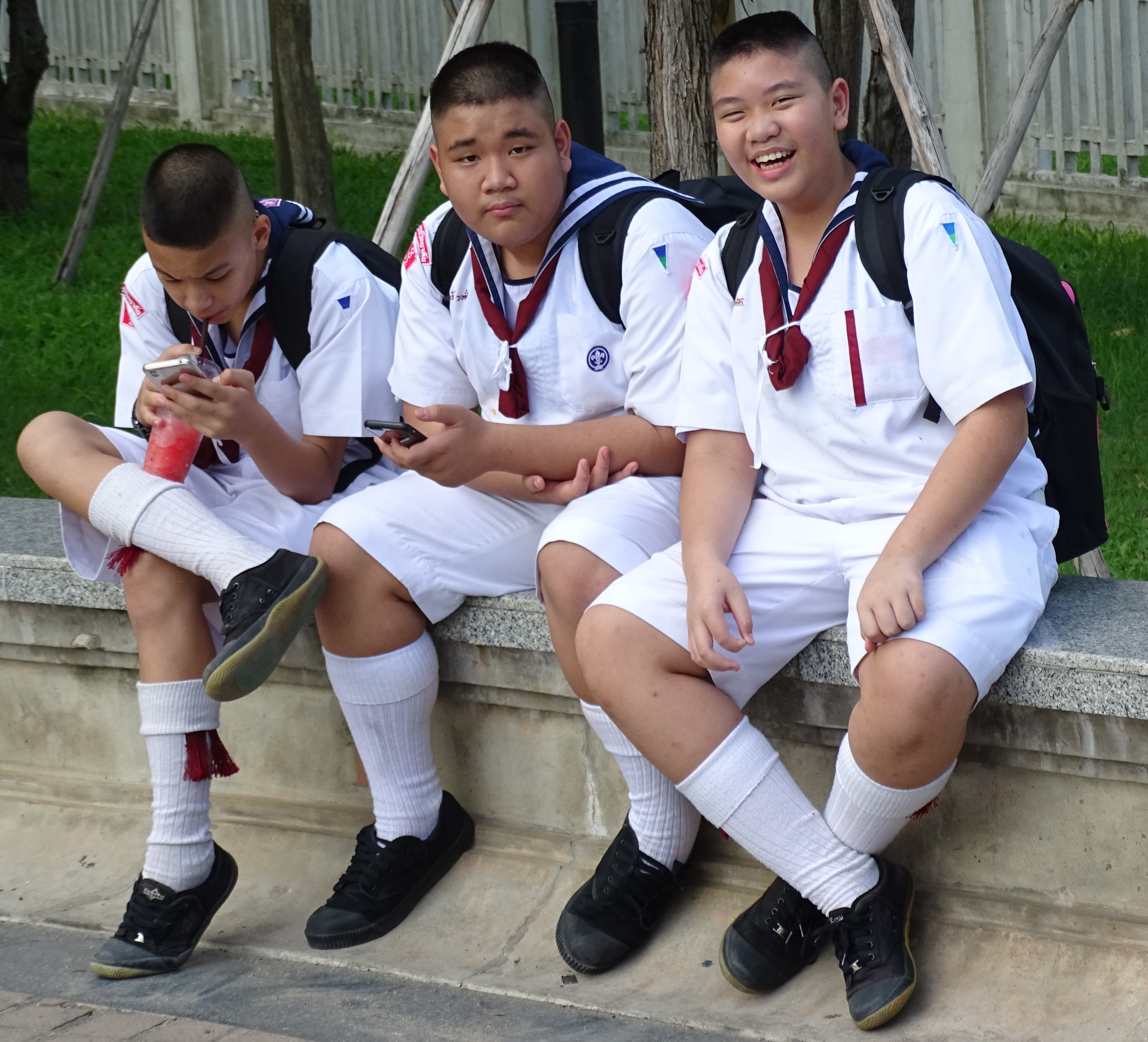
Школьники возле Музея народной жизни Ланна, Чиангмай, Таиланд, 2017.
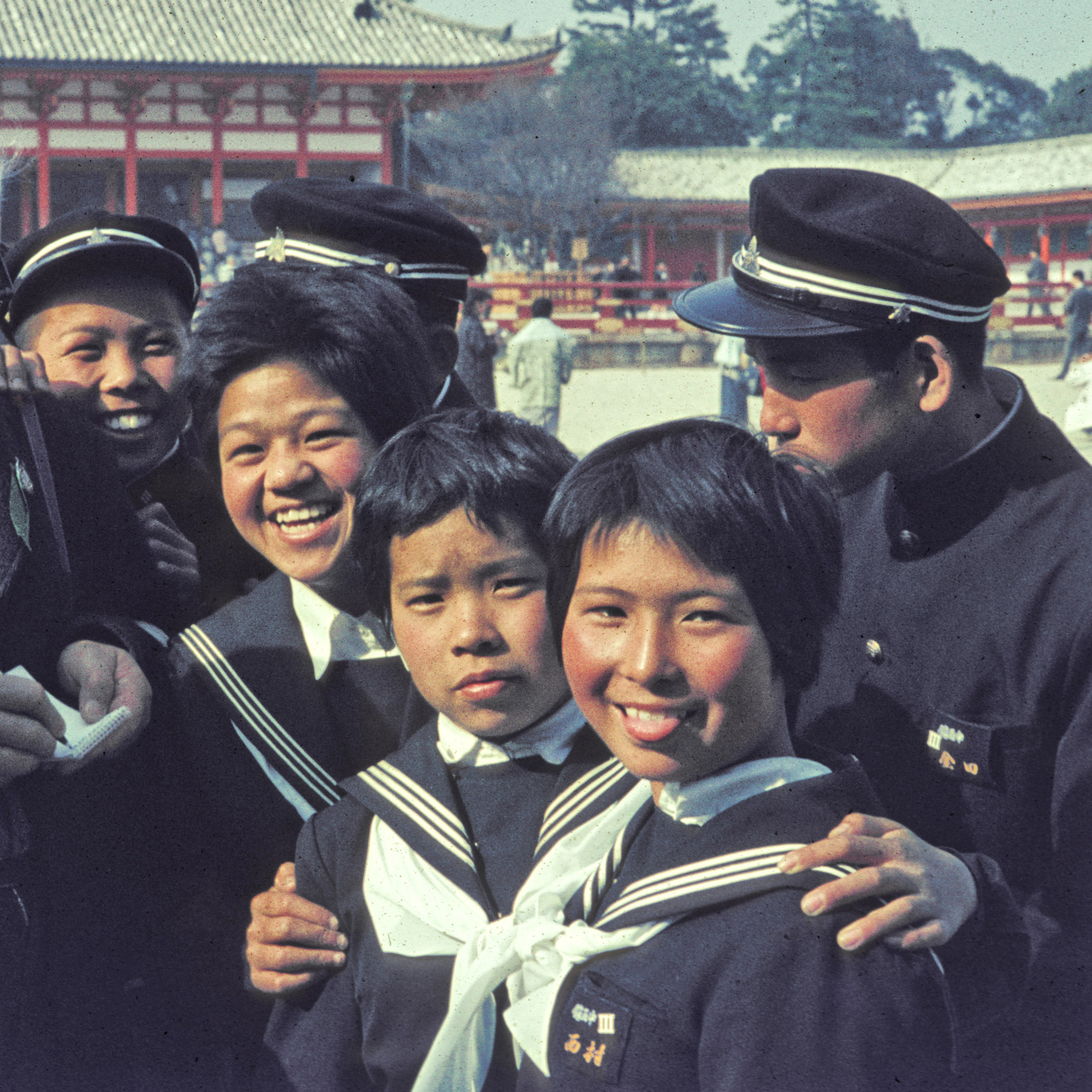
Ученики младших классов посещают Храм Хэйан в Киото, 1965.